# Wolatucha
Wolatucha (Petauroides) – rodzaj ssaków z podrodziny leworków (Hemibelideinae) w obrębie rodziny pseudopałankowatych (Pseudocheiridae).

## Rozmieszczenie geograficzne
Rodzaj obejmuje gatunki występujące endemicznie we wschodniej i południowo-wschodniej Australii.

## Morfologia
Długość ciała (bez ogona) 30–45 cm, długość ogona 40–60 cm; masa ciała 0,7–1,7 kg.

## Systematyka
Jako pierwszy rodzaj zdefiniował w 1800 roku niemiecki botanik, zoolog i leśnik Johann Matthäus Bechstein w publikacji własnego autorstwa poświęconej ogólnemu przeglądowi czworonogów z kolekcji Thomasa Pennanta. Bechstein wymienił trzy gatunki – Voluccella nigra Bechstein, 1799, Vuluccella pygmea Bechstein, 1799 (= Didelphis pygmæa G.K. Shaw, 1794) i Vuluccella sciuraea Bechstein, 1799 (= Sciurus (Petaurus) norfolcensis Kerr, 1792) – z których gatunkiem typowym jest (oryginalne oznaczenie) Voluccella nigra Bechstein, 1799, który okazał się kompozytem składającym się z dwóch gatunków: Petaurus australis i Petauroides volans; na dodatek nazwa, którą nadał nowemu rodzajowi – Volucella – okazała się młodszym homonimem rodzaju muchówek opisanego w 1762 roku. Kolejnym autorem, który podał definicję rodzaju, był francuski zoolog Anselme Gaëtan Desmarest w wydanej w 1820 roku publikacji własnego autorstwa poświęconej teriologii. Desmarest wymienił kilka gatunków – Didelphis pygmæa G.K. Shaw, 1794, Petaurus flaviventer Desmarest, 1817 (= Petaurus australis G.K. Shaw, 1791), Didelphis Sciurea G.K. Shaw, 1794 (= Sciurus (Petaurus) norfolcensis Kerr, 1792), Didelphis Macroura G.K. Shaw, 1794 (= Didelphis volans Kerr, 1792), Petaurus Peronii Desmarest, 1817 (= Didelphis volans Kerr, 1792) i Petaurus taguanoïdes Desmarest, 1817 (= Didelphis volans Kerr, 1792) – z których gatunkiem typowym jest (późniejsze oznaczenie) Petaurus taguanoïdes Desmarest, 1817 (= Didelphis volans Kerr, 1792), jednak nazwa – Petaurista – użyta przez Desmaresta również okazała się młodszym homonimem – rodzaju ssaków z rodziny wiewiórkowatych opisanego w 1795 roku. W 1888 roku angielski zoolog Oldfield Thomas w publikacji własnego autorstwa poświęconej spisowi katalogowemu torbaczy i stekowców ze zbiorów Muzeum Historii Naturalnej w Londynie nadał rodzajowi nową nazwę Petauroides, jednocześnie na gatunek typowy wyznaczając (oznaczenie monotypowe) Didelphis volans Kerr, 1792 (wolatucha wielka).

### Etymologia
- Volucella (Vuluccella): łac. volucer, volucris ‘latający, lotny’; przyrostek zdrabniający -ella[14].
- Petaurista: łac. petaurista ‘„akrobata, tancerz’, od gr. πεταυριστης petauristēs ‘akrobata’[15].
- Petauroides (Petaurides): rodzaj Petaurus Shaw, 1791 (lotopałanka); gr. -οιδης -oidēs ‘przypominający’[15].
- Schoinobates: σχοινοβατης skhoinobatēs ‘tancerz na linie, linoskoczek’[16]. Gatunek typowy (oznaczenie monotypowe): Didelphis volans Kerr, 1792.

### Podział systematyczny
Do rodzaju należą następujące występujące współcześnie gatunki:
| Grafika | Gatunek                | Autor i rok opisu | Nazwa zwyczajowa | Podgatunki         | Rozmieszczenie geograficzne                                                                   | Podstawowe wymiary                       | Status IUCN |
| ------- | ---------------------- | ----------------- | ---------------- | ------------------ | --------------------------------------------------------------------------------------------- | ---------------------------------------- | ----------- |
|         | Petauroides minor      | (Collett, 1887)   |                  | gatunek monotypowy | północno-wschodni Queensland (tylko od terenów na północ od Cairns na południe do Townsville) | DC: 30–40 cm DO: 40–48 cm MC: 700–900 g  | NE          |
|         | Petauroides armillatus | O. Thomas, 1923   |                  | gatunek monotypowy | środkowy Queensland (na północ od Townsville, na południe od Eungella Range i w pobliżu Romy) | DC: 30–42 cm DO: 40–53 cm MC: 0,4–1,2 kg | NE          |
|         | Petauroides volans     | (Kerr, 1792)      | wolatucha wielka | 2 podgatunki       | południowo-wschodni Queensland (na południe od Bundaberg), Nowa Południowa Walia i Wiktoria   | DC: 35–45 cm DO: 45–60 cm MC: 0,9–1,7 kg | VU          |

Kategorie IUCN:  VU  – gatunek narażony;  NE  – gatunki niepoddane jeszcze ocenie.
Opisano również gatunki wymarłe:
- Petauroides ayamaruensis K.P. Aplin, 1999[19] (Nowa Gwinea; holocen).
- Petauroides stirtoni Turnbull & Lundelius, 1970[20] (Australia; pliocen).